# Hymenophyllum decurrens
Hymenophyllum decurrens là một loài thực vật có mạch trong họ Hymenophyllaceae. Loài này được (Jacq.) Sw. miêu tả khoa học đầu tiên năm 1802.